# Sankt Sebastians katakomber
Sankt Sebastians katakomber, italienska Catacombe di San Sebastiano, är en underjordisk begravningsplats i sydöstra Rom. Katakomberna, vilka är belägna vid Via Appia Antica, är uppkallade efter den helige martyren Sebastian. I cripta di San Sebastiano bevarades martyrens kropp, innan den fördes till basilikan San Sebastiano fuori le Mura.
Sankt Sebastians katakomber förvaltas av Pontificia commissione di archeologia sacra.